# Замок Каштелу-ди-Види
Замок Каштелу-ди-Види (порт. Castelo de Castelo de Vide) — средневековый замок во фрегезии Санта-Мария-да-Девеза, около поселка Каштелу-ди-Види округа Порталегри Португалии. Занимает доминирующее положение на вершине холма к северу от гор Сан-Мамеде и имел стратегическое значение из-за своей близости к границе с Кастилией.

## История
Каштелу-ди-Види расположена на старой римской дороге, которая соединяла тогдашнюю столицу полуострова, Мериду, с побережьем Атлантики.
Во время Реконкисты на Пиренейском полуострове деревня была занята войсками Афонсу Энрикеша (1112—1185) в 1148 году. О дальнейшей истории деревни мало что известно, однако точно можно сказать, что к 1232 году она вместе с окрестностями стала частью португальской территории.
В 1273 году Каштелу-ди-Види, а также Ароншиш и Марван, были переданы королём Афонсу III своему сыну Афонсу. Наследником короля был брат Афонсу Диниш, однако Афонсу, в силу своего первородства, рассчитывал предъявить права на престол и с учетом этого начал готовиться к войне с братом, укрепляя свои владения. Вероятно, в это время был заложен замок и в Каштелу-ди-Види. В апреле 1281 года Каштелу-ди-Види был осажден войсками коронованного Диниша. Накануне штурма в лагерь Диниша прибыло посольство из королевства Арагон с предложением брака Диниша с принцессой Изабеллой. Будущая королева Изабелла способствовала заключению мира между братьями. По условиям мира Афонсу согласился срыть все укрепления.
Новый инцидент, связанный с Каштелу-ди-Види, произошел в 1299 году, когда принц Афонсу заключил брак с принцессой Кастилии. Из-за близости домена Афонсу к границе король Диниш вынудил его обменять Каштелу-ди-Види и окрестности на земли, более далекие от границы. В итоге Каштелу-ди-Види перешел в королевскую казну и был передан в управление дону Пирешу Кабралу, деду мореплавателя Педру Кабрала. В этот период замок получил новые стены. Работы по укреплению замка были завершены, как гласит надпись на воротах замка, в 1327 году, во времена правления короля Афонсу IV.
Во время правления Фернанду I (1367—1383) деревня, замок и его окрестности были переданы Ависскому ордену в обмен на замок Каштру-Марин (1383). В период кризиса 1383—1385 годов деревня изначально заявила о своей поддержке королеве Беатрис, но после осады Лиссабона (1384) перешла на сторону Ависской фракции.
При Педру, герцоге Коимбры, правившего страной в период несовершеннолетия Афонсу V (1438—1481), замки Алентежу, в том числе Каштелу-ди-Види, были усилены. Замок обрел массивный барбакан и укрепленный башни по углам.
Новый этап в истории замка начался в конце XVII века, в период войны за независимость, когда его постройки были модернизированы с учетом роста мощи артиллерии. Работы начались в 1641 году и продолжались до 1644 года под руководством французского военного инженера и архитектора Николя Лангра. Гарнизон в то время включал 600 солдат и три кавалерийские роты, что свидетельствует о стратегической важности замка.
Во время войны за испанское наследство (1704), а также во время Апельсиновой войны (1801) и пиренейских войн замок и его окрестности были заняты неприятелем. Разрушения, причиненные французскими войсками в 1811 году привели к тому, что с 1823 года замок был оставлен португальскими войсками и стал приходить в запустение.
23 июня 1910 года замок был объявлен национальным памятником.

## Архитектура

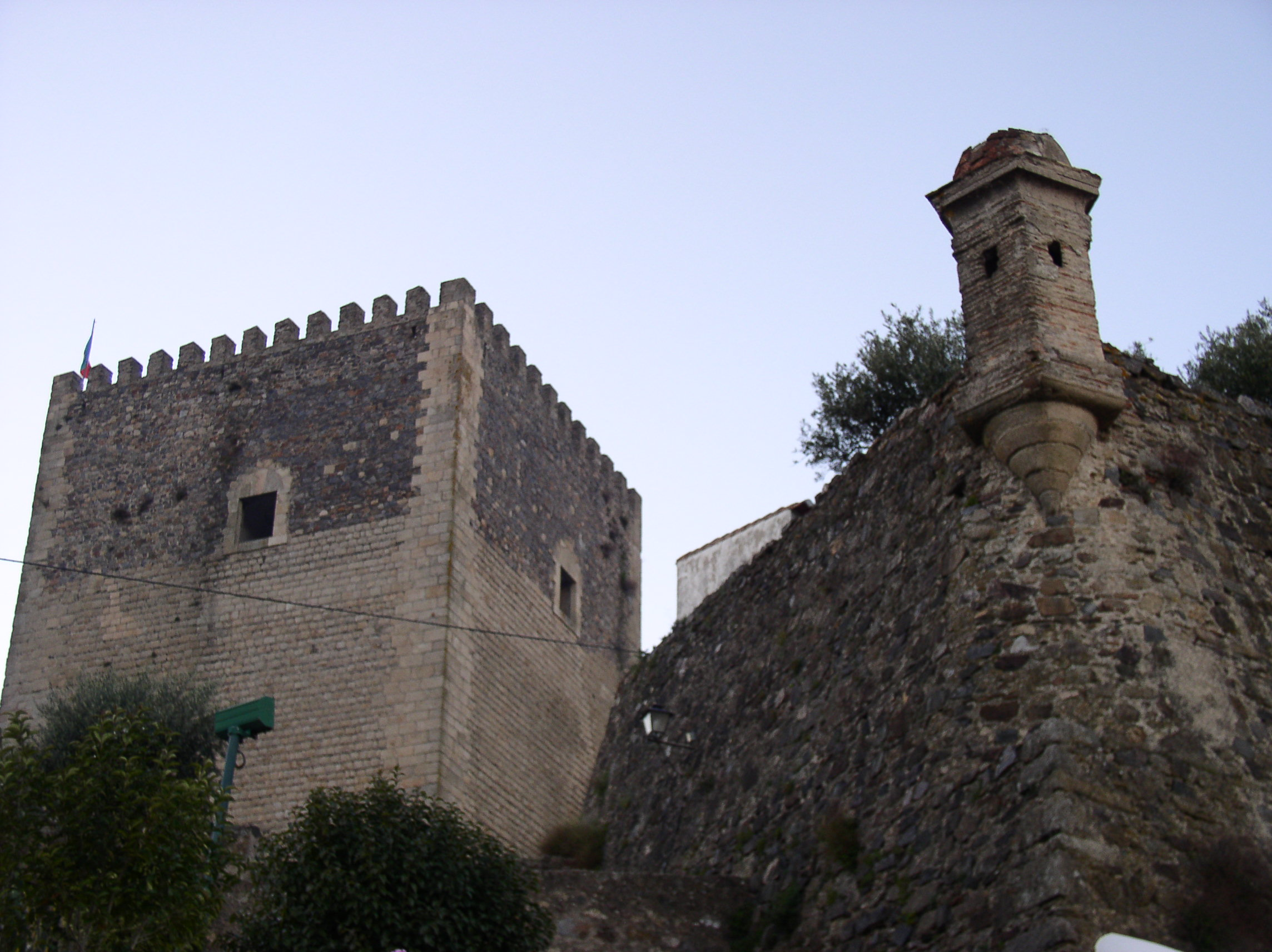
Башня и участок стены.

Замок имеет четырехугольную планировку, адаптированную к рельефу местности, крепкие стены с пятью четырехугольными и круглыми башнями и зубчатым барбаканом. Ворота "Порт-Вила" на востоке открывают доступ к небольшому плацу, рядом с которым находятся различные служебные помещения и склады. Донжон, примыкающий к главным воротам, был частично разрушен в результате взрыва пороха в 1705 году. Наружная линия стен окружает деревню.